# اردوگاه‌های جنوبگان

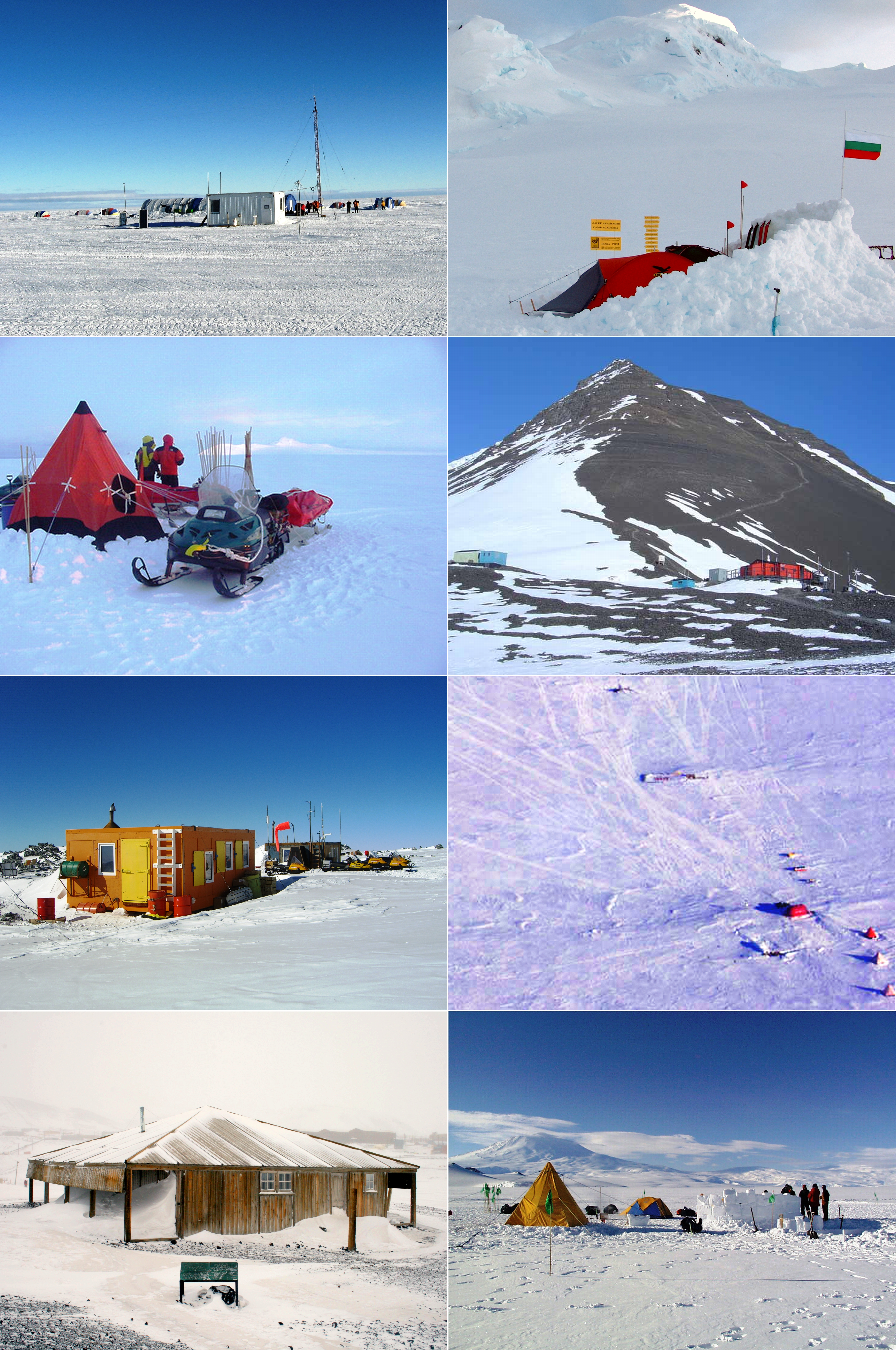
برخی از اردوگاه‌های قطب جنوب. ساعت‌گرد: پاتریوت هیلز، آکادمیا، فسیل بلوف، اسکای بلو، برزخ، کلبه اسکات، پایین برزخ یا ظلمات، کازانوا.

بیشتر ایستگاه‌های تحقیقاتی قطب جنوب اردوگاه‌های فصلی هستند. نوع اردوگاه می‌تواند متفاوت باشد. در برخی از آنها از ساختمان‌های دائمی استفاده می‌شود. در حالی که در برخی دیگر از چادر استفاده می‌شود که برای فعالیت‌های کوتاه مدت هستند. اردوگاه‌ها برای کاربردهای متفاوتی -از تدارکات تا پژوهش‌های علمی- استفاده می‌شوند.

## فهرست
| کمپ                    | موقعیت                           | کشور                | تأسیس | فعالیت‌ها             | وضعیت                  | تعمیر و نگهداری           | مختصات                                                              | منطقه زمانی |
| ---------------------- | -------------------------------- | ------------------- | ----- | -------------------- | ---------------------- | ------------------------- | ------------------------------------------------------------------- | ----------- |
| ایستگاه کامارا         | جزیره هالف مون، جزیره لیوینگستون | آرژانتین            | ۱۹۵۳  |                      | فصلی                   | N/A                       | ۶۲°۳۵′۴۱″ جنوبی ۵۹°۵۵′۸″ غربی / ۶۲٫۵۹۴۷۲°جنوبی ۵۹٫۹۱۸۸۹°غربی        | UTC-۴       |
| کیپ هالت               |                                  |                     |       |                      |                        |                           |                                                                     |             |
| کمپ آکادمیا            | جزیره لیوینگستون                 | بلغارستان           | ۲۰۰۴  |                      | فصلی                   | St. Kliment Ohridski Base | ۶۲°۳۸′۴۱٫۹″ جنوبی ۶۰°۱۰′۱۸٫۳″ غربی / ۶۲٫۶۴۴۹۷۲°جنوبی ۶۰٫۱۷۱۷۵۰°غربی | UTC-۴       |
| کمپ لیوینگستون         | جزیره لیوینگستون                 | آرژانتین            |       |                      | فصلی                   |                           | ۶۲°۳۹′۲۲″ جنوبی ۶۱°۰′۳۹″ غربی / ۶۲٫۶۵۶۱۱°جنوبی ۶۱٫۰۱۰۸۳°غربی        | UTC-۴       |
| گمپ کیپ رویدز          | جزیره راس                        | بریتانیا            | ۱۹۰۸  |                      | متروکه ASPA #157       | N/A                       | ۷۷°۳۳′ جنوبی ۱۶۶°۱۰′ شرقی / ۷۷٫۵۵۰°جنوبی ۱۶۶٫۱۶۷°شرقی               | UTC+۱۲      |
| کمپ یخچال طبیعی داروین |                                  |                     |       |                      |                        |                           |                                                                     |             |
| کمپ کلبه دیسکاوری      | شبه جزیره هات پوینت، جزیره راس   | بریتانیا            | ۱۹۱۱  | گروه اعزامی دیسکاوری | متروکه، ۱۹۱۷ ASPA #158 | N/A                       | ۷۷°۵۰′۴۵″ جنوبی ۱۶۶°۳۸′۳۱٫۶″ غربی / ۷۷٫۸۴۵۸۳°جنوبی ۱۶۶٫۶۴۲۱۱۱°غربی  |             |
| کمپ اوشن               | دریای ودل                        | بریتانیا            | ۱۹۱۵  |                      | متروکه، ۱۹۱۵           |                           |                                                                     |             |
| فرودگاه پاتریوت هیلز   | کوهستان الس‌ورث                   | ایالات متحده آمریکا | ۱۹۸۷  |                      | فصلی                   | گونه گون                  | ۸۰°۱۹′۰″ جنوبی ۸۱°۱۶′۰″ غربی / ۸۰٫۳۱۶۶۷°جنوبی ۸۱٫۲۶۶۶۷°غربی         | UTC-۵       |
| پلهایم                 | قطب جنوب                         | نروژ                | ۱۹۱۱  | گروه اعزامی آمونسن   | متروکه                 | N/A                       | ۹۰° جنوبی ۰° شرقی / ۹۰°جنوبی ۰°شرقی                                 |             |
| اسکای بلو              | الس ورس                          | بریتانیا            | ۱۹۹۳  | حمل و نقل            | فصلی                   | فرودگاه تحقیقاتی روثرا    | ۷۴°۵۱′۰″ جنوبی ۷۱°۳۴′۰″ غربی / ۷۴٫۸۵۰۰۰°جنوبی ۷۱٫۵۶۶۶۷°غربی         | UTC-۵       |